# Ključ
Ključ – miasto w zachodniej Bośni i Hercegowinie, w Federacji Bośni i Hercegowiny, w kantonie uńsko-sańskim, siedziba gminy Ključ. W 2013 roku liczyła 4898 mieszkańców, z czego większość stanowili Boszniacy.